# Racing Point RP20
El Racing Point RP20 (posteriormente Aston Martin AMR21) es un monoplaza de Fórmula 1 diseñado por Andrew Green para disputar la temporada 2020 de Fórmula 1. La unidad de potencia, el sistema de transmisión de ocho velocidades y el sistema de recuperación de energía son los mismos usados por Mercedes y Williams; el motor fue denominado «BWT Mercedes», por motivos de patrocinio. Fue manejado inicialmente por Sergio Pérez, Lance Stroll, y Nico Hülkenberg, que reemplazó a Pérez en Silverstone tras ser positivo en el test de COVID-19.

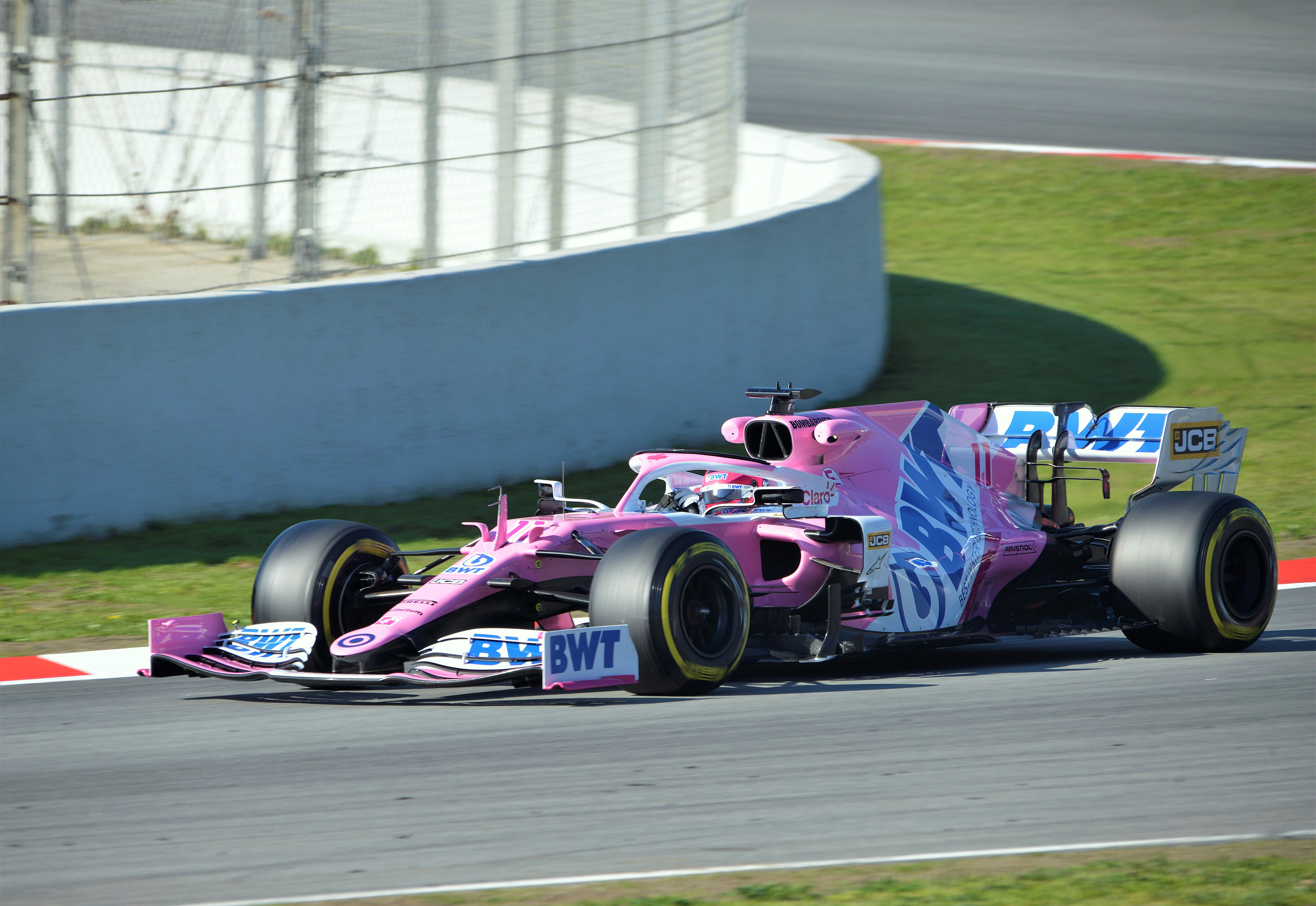
Racing Point RP20 de Sergio Pérez en los test de pretemporada del 2020.

El chasis fue presentado en febrero de 2020 en Mondsee, Austria. Ha recibido numerosas críticas debido a su aparente parecido con el Mercedes AMG F1 W10 EQ Power+ utilizado por Mercedes en 2019. El director técnico de Racing Point, Andrew Green, afirmó que el coche «comparte algunas semejanzas en algunas áreas», pero negó que hubiera habido una transferencia de diseños entre los equipos, lo que hizo que el monoplaza recibiera el apodo de «Mercedes Rosa». El director de McLaren, Zak Brown, se refirió al RP20 como «lo que parece ser el Mercedes del año pasado» antes de la primera carrera de la temporada.
En 2021, el monoplaza volvió a ser utilizado bajo el nombre de «Aston Martin AMR21», y será el primer monoplaza bajo la denominación Aston Martin desde el Aston Martin DBR5 en 1960. Fue conducido por Sebastian Vettel y Lance Stroll. El chasis fue presentado el 3 de marzo de 2021 en línea.

## Temporada 2020
Durante el GP de Italia Lance Stroll logra el primer podio del RP20 al quedar en tercer lugas detrás de Pierre Gasly y Carlos Sainz, Jr., mientras que Checo Pérez se queda con el último punto al cerrar el décimo puesto del Top 10.
En el GP de Turquía Pérez logra su noveno podio en la F1. El sábado Stroll logra la pole position, mientras que Sergio se ubicó en el tercer puesto de la Q3 en una mañana lluviosa. En el inicio de la prueba a 58 giros Stroll mantiene el liderato mientras que Checo rebasa a Verstappen y pasa al segundo lugar, todos arrancaron con neumáticos de lluvia. Stroll lideró la carrera hasta el giro 35 cuando hace su segunda detención. En la vuelta 37, Pérez le cede la punta a Hamilton, en el último giro pierde el segundo lugar a manos de Leclerc, pero el monegasco patina y el mexicano recupera la posición a escasos metros de la bandera a cuadros mientras que Stroll queda noveno. En el podio quedó Hamilton, Pérez y Vettel. Con este resultado el equipo obtiene 20 valiosos puntos que los sitúa temporalmente en el tercer lugar del campeonato mundial solo detrás de Mercedes y Red Bull.
En el GP de Sakhir, Pérez logró la primera victoria del equipo británico tras una carrera alocada, en la que tuvo un toque con Charles Leclerc, que afectó también a Max Verstappen. Pérez quedó en último lugar (18.º), en la primera vuelta llegando al tercer lugar tras una remontada. Un auto de seguridad provocado por el novato Jack Aitken hizo que los dos Mercedes quienes encabezaban la prueba entraran a boxes en la vuelta 64 donde uno hubo una confusión con los neumáticos de George Russell y de Valtteri Bottas que hizo que pierdan posiciones. Pérez tuvo el liderato de la carrera con un Russell al ataque pero tuvo un pinchazo en el neumático trasero izquierdo que lo obligó a volver a pits por otro set de neumáticos blandos. El mexicano lideró los últimos 24 giros y logró la primera victoria del equipo en la Fórmula 1 al igual que la primera de su carrera en la «máxima categoría». Esteban Ocon finalizó segundo y Lance Stroll finalizó en el tercer escalón del podio, lo que es la primera victoria de Racing Point y su primer doble podio que les dio una cosecha de 40 puntos.

## Resultados
(Clave) (negrita indica pole position) (cursiva indica vuelta rápida)

| Año     | Escudería                               | Motor                                           | Neu. | N.º | Pilotos          | 1   | 2   | 3   | 4   | 5   | 6   | 7   | 8   | 9   | 10  | 11  | 12  | 13  | 14  | 15  | 16  | 17  | 18  | 19  | 20  | 21  | 22  | Puntos    | Pos. |
| ------- | --------------------------------------- | ----------------------------------------------- | ---- | --- | ---------------- | --- | --- | --- | --- | --- | --- | --- | --- | --- | --- | --- | --- | --- | --- | --- | --- | --- | --- | --- | --- | --- | --- | --------- | ---- |
| 2020    | BWT Racing Point F1 Team                | BWT Mercedes-AMG F1 M11 EQ Performance V6 Turbo | P    |     |                  | AUT | EST | HUN | GBR | 70A | ESP | BEL | ITA | TOS | RUS | EIF | POR | EMI | TUR | BHR | SAK | ABU |     |     |     |     |     | 195 (210) | 4.º  |
| 2020    | BWT Racing Point F1 Team                | BWT Mercedes-AMG F1 M11 EQ Performance V6 Turbo | P    | 11  | Sergio Pérez     | 6   | 6   | 7   | WD  | WD  | 5   | 10  | 10  | 5   | 4   | 4   | 7   | 6   | 2   | 18† | 1   | Ret |     |     |     |     |     | 195 (210) | 4.º  |
| 2020    | BWT Racing Point F1 Team                | BWT Mercedes-AMG F1 M11 EQ Performance V6 Turbo | P    | 18  | Lance Stroll     | Ret | 7   | 4   | 9   | 6   | 4   | 9   | 3   | Ret | Ret | WD  | Ret | 13  | 9   | Ret | 3   | 10  |     |     |     |     |     | 195 (210) | 4.º  |
| 2020    | BWT Racing Point F1 Team                | BWT Mercedes-AMG F1 M11 EQ Performance V6 Turbo | P    | 27  | Nico Hülkenberg  |     |     |     | DNS | 7   |     |     |     |     |     | 8   |     |     |     |     |     |     |     |     |     |     |     | 195 (210) | 4.º  |
| 2021    | Aston Martin Cognizant Formula One Team | Mercedes-AMG M12 E Performance V6 Turbo         | P    |     |                  | BHR | EMI | POR | ESP | MON | AZE | FRA | EST | AUT | GBR | HUN | BEL | NED | ITA | RUS | TUR | USA | MEX | SÃO | QAT | ARA | ABU | 77        | 7.º  |
| 2021    | Aston Martin Cognizant Formula One Team | Mercedes-AMG M12 E Performance V6 Turbo         | P    | 5   | Sebastian Vettel | 15  | 15† | 13  | 13  | 5   | 2   | 9   | 12  | 17† | Ret | DSQ | 5   | 13  | 12  | 12  | 18  | 10  | 7   | 11  | 10  | Ret | 11  | 77        | 7.º  |
| 2021    | Aston Martin Cognizant Formula One Team | Mercedes-AMG M12 E Performance V6 Turbo         | P    | 18  | Lance Stroll     | 10  | 8   | 14  | 11  | 8   | Ret | 10  | 8   | 13  | 8   | Ret | 20  | 12  | 7   | 11  | 9   | 12  | 14  | Ret | 6   | 11  | 13  | 77        | 7.º  |
| Fuente: |                                         |                                                 |      |     |                  |     |     |     |     |     |     |     |     |     |     |     |     |     |     |     |     |     |     |     |     |     |     |           |      |

- Racing Point perdió 15 puntos después que se comprobase la ilegalidad de los conductos de freno.[17]

### Citas
1. ↑  «THE AMR21». Aston Martin F1 (en inglés). AMR GP Limited. Consultado el 3 de marzo de 2021.
2. ↑  «F1 2020: The complete driver line-up». PlanetF1.com (en inglés). 27 de noviembre de 2019. Consultado el 26 de julio de 2020.
3. ↑  «Fórmula 1: Nico Hülkenberg será el reemplazante de Checo Pérez en Racing Point en Silverstone». Clarín. 31 de julio de 2020. Consultado el 31 de julio de 2020.
4. ↑  Molina, Sandra (17 de febrero de 2020). «Racing Point presenta su monoplaza para 2020: el RP20». F1AlDía.com. Consultado el 26 de julio de 2020.
5. ↑  Hall, Sam (20 de febrero de 2020). «Racing Point defend RP20 similarities to the Mercedes W10». GPFans.com (en inglés). Consultado el 26 de julio de 2020.
6. ↑  Faturos, Federico (25 de junio de 2020). «McLaren: Racing Point será muy fuerte con "el Mercedes del año pasado"». lat.motorsport.com. Consultado el 26 de julio de 2020.
7. ↑  «Aston Martin reveal name of 2021 F1 challenger ahead of next week’s launch». Fórmula 1 (en inglés). Formula One World Championship Limited. 24 de febrero de 2021. Consultado el 24 de febrero de 2021.
8. ↑  «2020 & 2021 FIA FORMULA ONE WORLD CHAMPIONSHIP ENTRY LIST». Fédération Internationale de l'Automobile (en inglés). Consultado el 24 de febrero de 2021.
9. ↑  Plaza, David (16 de febrero de 2021). «Aston Martin confirma la fecha de presentación de su F1 de 2021». Motor.es. Consultado el 24 de febrero de 2021.
10. ↑  https://www.formula1.com/en/results.html/2020/races/1052/italy/race-result.html
11. ↑  https://www.formula1.com/en/racing/2020/Turkey.html
12. ↑  https://www.formula1.com/en/results.html/2020/drivers.html
13. ↑  https://www.formula1.com/en/results.html/2020/team.html
14. ↑  «Fórmula 1: Checo Pérez se llevó una carrera increíble y México vuelve a festejar tras más de medio siglo». Clarín. 6 de diciembre de 2020. Consultado el 6 de diciembre de 2020.
15. ↑  «Standings». Formula 1® - The Official F1® Website (en inglés). Consultado el 6 de diciembre de 2020.
16. ↑  «Racing Point RP20 • STATS F1». STATS F1. Consultado el 26 de julio de 2020.
17. ↑  Noble, Jonathan (7 de agosto de 2020). «Renault gana la protesta contra Racing Point, que recibe sanción». lat.motorsport.com. Consultado el 19 de agosto.

- Datos: Q84852141
- Multimedia: Racing Point RP20 / Q84852141